# Campionat del món de ciclisme en pista de 1975
El Campionat Mundial de Ciclisme en Pista de 1975 es va celebrar a Rocourt (Bèlgica) del 20 al 25 d'agost de 1975.
Les competicions es van celebrar al Stade Vélodrome de Rocourt. En total es va competir en 11 disciplines, 9 de masculines i 2 de femenines.

## Resultats

### Masculí

#### Professional
| Prova                 | Or                                 | Argent                     | Bronze                    |
| Velocitat individual  | John-Michael Nicholson · Austràlia | Peder Pedersen · Dinamarca | Ryoji Abe · Japó          |
| Persecució individual | Roy Schuiten · Països Baixos ·     | Knut Knudsen · Noruega ·   | Dirk Baert · Bèlgica ·    |
| Darrere moto          | Dieter Kemper · RFA                | Cees Stam · Països Baixos  | Jan Breur · Països Baixos |

#### Amateur
| Prova                     | Or                                                                | Argent                                                                                | Bronze                                                                          |
| Velocitat individual      | Daniel Morelon · França                                           | Giorgio Rossi · Itàlia                                                                | Emanuel Raasch · RDA                                                            |
| Persecució individual     | Thomas Huschke · RDA                                              | Vladimir Osokin · Unió Soviètica                                                      | Orfeo Pizzoferrato · Itàlia                                                     |
| Persecució per equips     | RFA · Günter Schumacher · Peter Vonhof · Hans Lutz · Gregor Braun | Unió Soviètica · Vladimir Osokin · Vitali Petrakov · Viktor Sokolov · Alexandre Perov | RDA · Norbert Dürpisch · Thomas Huschke · Uwe Unterwalder · Klaus-Jürgen Grünke |
| Quilòmetre contrarellotge | Klaus-Jürgen Grünke · RDA ·                                       | Eduard Rapp · Unió Soviètica ·                                                        | Janusz Kierzkowski · Polònia ·                                                  |
| Tàndem                    | Polònia · Benedykt Kocot · Janusz Kotlinski                       | Txecoslovàquia · Vladimír Vačkář · Miloslav Vymazal                                   | Unió Soviètica · Anatoly Iablunowsky · Sergei Komelkov                          |
| Darrere moto              | Gaby Minneboo · Països Baixos                                     | Miquel Espinós · Espanya                                                              | Jean Pinsello · França                                                          |

### Femení
| Prova                 | Or                          | Argent                         | Bronze                      |
| Velocitat individual  | Sue Novara · Estats Units   | Iva Zajíčková · Txecoslovàquia | Sheila Young · Estats Units |
| Persecució individual | Keetie Hage · Països Baixos | Mary Jane Reoch · Estats Units | Denise Burton · Regne Unit  |

## Medaller
| Pos. | País           | Or | Plata | Bronze | Total |
| 1    | Països Baixos  | 3  | 1     | 0      | 4     |
| 2    | RDA            | 2  | 0     | 2      | 4     |
| 3    | RFA            | 2  | 0     | 0      | 2     |
| 4    | Estats Units   | 1  | 1     | 0      | 2     |
| 5    | França         | 1  | 0     | 1      | 2     |
| 6    | Austràlia      | 1  | 0     | 0      | 1     |
| 7    | Unió Soviètica | 0  | 3     | 2      | 5     |
| 8    | Txecoslovàquia | 0  | 2     | 0      | 2     |
| 9    | Itàlia         | 0  | 1     | 1      | 2     |
| 10   | Espanya        | 0  | 1     | 0      | 1     |
| -    | Dinamarca      | 0  | 1     | 0      | 1     |
| -    | Noruega        | 0  | 1     | 0      | 1     |
| 13   | Bèlgica        | 0  | 0     | 2      | 2     |
| 14   | Japó           | 0  | 0     | 1      | 1     |
| -    | Regne Unit     | 0  | 0     | 1      | 1     |
| -    | Polònia        | 0  | 0     | 1      | 1     |
|      |                | 11 | 11    | 11     | 33    |